# Pudella carlae
Pudella carlae ist eine Art der Hirsche, die in den Anden des nördlichen und zentralen Perus vorkommt. Es handelt sich um einen kleinen Vertreter der Hirsche. Äußerlich gleicht er mit seinem kräftigen Körperbau und gerundetem Rücken sowie dem spießartigen Geweih dem nahen verwandten Nordpudu. Im Unterschied zu diesem ist Pudella carlae etwas größer und weist ein deutlich orangefarbenes Körperfell mit dunklen Beinen auf. Ursprünglich galten die Tiere als zum Nordpudu gehörig und bildeten dessen südliche Population. Eine im Jahr 2024 veröffentlichte genetische und morphologische Untersuchung konnte aber deutliche Unterschiede aufzeigen und erhob den südlichen Bestand des Nordpudu in den Artstatus. Die Tiere bewohnen vor allem Bergnebelwälder, ihre Lebensweise ist aber nur wenig erforscht. Möglicherweise sind sie vom Aussterben bedroht.

## Merkmale

### Habitus
Pudella carlae gehört zu den kleinsten Vertretern der Hirsche. Äußerlich ähnelt er mit seinen kurzen Beinen, dem aufgewölbten Rücken und dem kurzen spießartigen Geweih seiner Schwesterart dem Nordpudu (Pudella mephistophila). Er ist aber mit einem Körpergewicht von 7 bis 9 kg etwas schwerer als dieser. Bedeutende Unterschiede finden sich in der Fellausprägung, das bei Pudella carlae nicht so grob ist wie beim Nordpudu. In der Fellfärbung überwiegen orangefarben-rötliche Töne, während der Nordpudu eher dunkelbräunlich erscheint. Die Körperseiten von Pudella carlae sind bräunlich bis dunkelrötlich, die Beine insgesamt dunkelbraun. Die Bauchseite weist hingegen eine ockerfarbene bis hellrötliche Farbgebung auf. Am Hals fehlt zumeist das cremefarbene Band, das beim Nordpudu häufig auftritt. Die Ohren sind bei Pudella carlae oval geformt. Sie haben eine bräunliche Außen- und eine weißliche Innenseite. Beim Nordpudu ist das Weiß stark reduziert. Die Voraugendrüse besteht aus einer nur schwachen Öffnung. An den Vorderseiten der Füße oberhalb der Hufe finden sich weitere in kleinen Hautfalten eingebettete Drüsen.

### Schädel- und Gebissmerkmale
Der Schädel von Pudella carlae wird 14,8 bis 15 cm lang und am Hirnschädel maximal 5,1 bis 5,2 cm breit. Die Jochbögen kragen bis zu 7,6 cm auseinander. Insgesamt ist der Schädel deutlicher gestreckt im Vergleich zu dem des Nordpudus, vor allem im Bezug auf den Mittelkieferknochen und das Nasenbein. Zudem zeigt er sich am Hirnschädel und am Jochbein breiter. Die Tränensackgrube ist sowohl bei Pudella carlae als auch beim Nordpudu klein, beim Südpudu (Pudu puda) hingegen groß. Im Gebiss bleibt der obere Eckzahn zumeist auch bei ausgewachsenen Individuen bestehen. Der obere innere Schneidezahn weist eine spatelförmige Gestalt auf, deutlicher als beim Nordpudu und ähnlich wie beim Südpudu.

## Verbreitung und Lebensraum

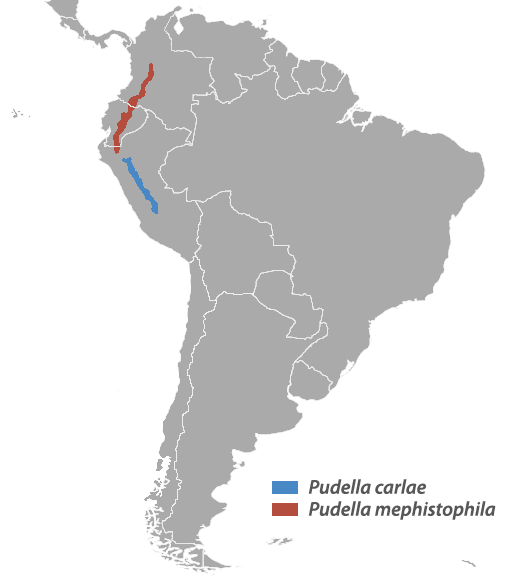
Verbreitungsgebiet von Pudella carlae (blau)

Pudella carlae kommt im nordwestlichen Südamerika vor. Das Verbreitungsgebiet erstreckt sich vom südwestlichen Rand der Huancabamba-Senke im Norden Perus südwärts durch die nördlichen und zentralen Abschnitte der peruanischen Anden. Die Nordgrenze wird durch den Río Marañon gebildet, die Südgrenze durch den Río Mantataro. Beide Flusstäler zeichnen sich durch eher trockene Klimaverhältnisse aus. Der Lebensraum der Tiere umfasst das Yungas-Gebiet auf der Ostseite der Anden, welches durch feuchte Bergnebelwälder charakterisiert wird. Die Höhenverbreitung reicht von 1800 bis 3300 m über den Meeresspiegel. Nach Norden schließt sich das Vorkommen des Nordpudus an, beide Arten trennt ein rund 50 km breiter Streifen in der Huancabamba-Senke.

## Lebensweise
Die Lebensweise von Pudella carlae ist weitgehend unerforscht. Die Tiere ernähren sich Beobachtungen zufolge von Stauden und Blättern kleinerer Bäume und Sträucher. Teilweise klettern sie dabei auch die Stämme schräg stehender Bäume empor. Zudem gehören Früchte zum Nahrungsspektrum, die überwiegend vom Boden aufgenommen oder von Sträuchern gezupft werden. Insgesamt ähnelt die Ernährungsweise der des Nordpudus und wohl auch der des Südpudus, sie weicht im Einzelnen in den konsumierten Pflanzenarten ab, was durch die lokale Zusammensetzung der Flora verursacht wird.

## Systematik
Pudella carlae ist eine Art aus der Gattung Pudella und der Familie der Hirsche (Cervidae). Die Gattung Pudella, die zusätzlich noch den Nordpudu (Pudella mephistiphila) enthält, wird wiederum innerhalb der Hirsche der Unterfamilie der Trughirsche (Capreolinae) und darin der Tribus der Eigentlichen Trughirsche (Odocoileini) zugeordnet. Letztere vereinen die neotropischen Hirsche. Die genaue systematische Position der Gattung Pudella ist nicht eindeutig. Einerseits steht sie gemäß molekulargenetischen Untersuchungen basal innerhalb der gesamten Tribus der Eigentlichen Trughirsche, andererseits auch basal innerhalb der Untertribus der Blastocerina. Letztere nimmt den Sumpfhirsch (Blastocerus), die Andenhirsche („Hippocamelus“), den Pampashirsch (Ozotoceros) sowie den Südpudu (Pudu) und einige weitere Formen auf, sie stehen den Odocoileina mit den Spießhirschen (Mazama) und den Amerikahirschen (Odocoileus) gegenüber. Insgesamt ist die Systematik der Eigentlichen Trughirsche komplex und momentan problematisch, da einige Gattungen und Arten keine in sich geschlossenen, also monophyletischen Gruppen bilden.
Ursprünglich galt die Population von Pudella carlae als dem Nordpudu zugehörig, der hauptsächlich in den  Andengebieten von Ecuador und Kolumbien verbreitet ist. Beide sind durch die Huancabamba-Senke im Norden Perus voneinander getrennt. Der Nordpudu im weiteren Sinne wiederum wurde innerhalb der Gattung Pudu geführt und war somit als die Schwesterform des Südpudus eingestuft. Als eine neben den äußerlichen Ähnlichkeiten übereinstimmende skelettanatomische Gemeinsamkeit der beiden Pudus wurde am Hinterfuß die Verschmelzung des Würfelbeins mit dem Kahnbein und dem Keilbein zu einer Einheit angesehen. Das Merkmal tritt allerdings auch bei den Muntjakhirschen auf und stellt möglicherweise nur eine Konvergenz dar. Genetische Studien in den 2010er Jahren ergaben, dass der Nordpudu im weiteren Sinn und der Südpudu nicht näher miteinander verwandt sind. Es wurde daher für den Nordpudu im weiteren Sinn eine Auslagerung in die Gattung Pudella vorgeschlagen, welche bereits Oldfield Thomas im Jahr 1913 definiert hatte. Dies wurde letztendlich im Jahr 2024 im Rahmen weiterer genetischer Analysen umgesetzt. Gleichzeitig ergab sich hierbei, dass sich die südliche und die nördliche Population des Nordpudus im weiteren Sinn in ihren Haplotypen unterscheiden, ebenso wurden morphologische Abweichungen festgestellt. Das Autorenteam der Untersuchung um Javier Barrio beschloss daher, erstere auf den Artstatus zu heben und legten in diesem Zuge die wissenschaftliche Erstbeschreibung vor. Als Holotyp wählten die Wissenschaftler ein ausgewachsenes weibliches Tier, welches aus der nordperuanischen Provinz Rodríguez de Mendoza stammt und im Valle de Calpa in 2360 m Höhenlage aufgesammelt worden war. Das Artepitheton carlae ehrt die Biologin Carla Gazzolo, die Javier Barrio einst bei einem medizinischen Notfall das Leben rettete.

## Bedrohung und Schutz
Pudella carlae wird momentan nicht von der IUCN als eigenständig erfasst, sondern dem Nordpudu beigeordnet. Für dessen Bestand kann aufgrund zu weniger Informationen keine genaue Gefährdungskategorie angegeben werden. Die Naturschutzorganisation listet ihn daher unter „ungenügende Datengrundlage“ (data deficient). Das Verbreitungsgebiet von Pudella carlae umfasst weniger als 27.000 km². Eingeschlossen sind hierin aber zahlreiche Städte und vom Menschen beeinflusste Regionen. Es ist außerdem davon auszugehen, dass das Habitat der Tiere an Qualität verliert. Möglicherweise ist die Art dadurch vom Aussterben bedroht. Sie kommt in mehreren Naturschutzgebieten vor, unter anderem im Nationalpark Río Abiseo und im Nationalpark Yanachaga Chemillén.